# 堤友香
堤 友香（つつみ ゆか、1987年8月13日 - ）はセント・フォース所属のフリーアナウンサー。元福島テレビアナウンサー。北海道札幌市出身。身長166cm。血液型はO型。北海道札幌平岸高等学校、フェリス女学院大学卒業。

## 略歴
大学2年だった2007年にフジテレビの「アナトレ」でレッスンを受け、その流れで2008年1月から7月まで、BSフジNEWSの第14期学生キャスターを担当（同期は西尾知亜紀、広瀬麻知子）。これを機にアナウンサーを本格的に目指すようになり、2010年4月、福島テレビにアナウンサーとして入社（同期入社は延増惇、藤川貴央、長澤彩子）。同年4月10日の『サタふく』に4人揃って出演し、特技のフラメンコを披露した。
2010年7月24日、25日に放送された『FNS26時間テレビ』内の12時間耐久三輪車レースでは、福島テレビチームのメインドライバーを務めた。
2011年6月27日から、退職した原田幸子の後任として、『FTVスーパーニュース』キャスターに就任。同年8月31日、『被災地支援こどもおうえんプロジェクト・食育出前授業“ハロー!どっこくん”』にて、松尾翠と共に福島県いわき市の幼稚園を訪れる。
2013年3月、FNSアナウンス大賞奨励賞を受賞。同年12月8日、郡山女子大学で行われた『FNSチャリティキャンペーン・支援国現地取材報告講演会』にて、フジテレビアナウンサーの森本さやかと共演する。
2014年3月、福島テレビを退社。同年4月よりフリーランスとなり、セント・フォースへ所属した。
2015年8月2日より2016年3月27日まで、『ホウドウキョク24』出演と兼任する形で、BSフジNEWSの日曜日朝（11時前）・昼（12～16時台）担当キャスターを務めた。セント・フォース所属者が同番組の日曜日を担当するのは、青山絵美と中澤麗華が2008年3月に降板して以来7年4か月ぶりであった。
2016年1月30日からは、TOKYO FM系列全国ネットの音楽番組『KIRIN BEER "Good Luck" LIVE』のライブアテンダントを務めていた。
2017年10月からは、TOKYO MXで昼のニュースを担当していた。　なお、同時間帯は福島テレビの同期アナだった長澤彩子が出演していた『tvkニュース・天気』と放送時間が被っていた。
2018年11月9日付の自身のブログにて、結婚したことを報告した。
2019年10月24日に第1子妊娠を公表した。
2020年2月14日に、帝王切開にて第一子である女児を出産した。

## 担当番組

### 現在
テレビ
- プロ野球ニュース（2014年4月 - 、フジテレビONE） - 金曜日MC（土曜・日曜・月曜を担当したこともある）2015年は木曜MC。2016年からは山田幸美と交替で木曜MC。2018年は火曜日MC。2019年は火曜MC。
- TOKYO MX NEWS（2017年10月 - 2019年9月30日、TOKYO MX） - 平日昼担当、出産準備の為降板。

ラジオ
- 2019年5月現在はなし。

### 過去
- 弦哲也のFTVカラオケグランプリ（2010年10月 - 2011年3月、福島テレビ） - MC
- FTVスーパーニュース（2011年6月27日 - 2014年3月27日、福島テレビ） - キャスター
- FTVニュース（2010年 - 2014年、福島テレビ） - 不定期
- ホウドウキョク24（2015年4月 - 2016年3月） - キャスター
- BSフジNEWS（2015年8月 - 2016年3月） - 日曜日担当
- face（2014年10月1日 - 2016年3月30日、JFN系列） - 水曜日担当
- KIRIN BEER "Good Luck" LIVE（2016年1月30日 - 2019年4月27日、TOKYO FM）
- あさチャン!（2017年、TBSテレビ）リポーター
- スーパーJ チャンネル（2019年9月、テレビ朝日）リポーター